# IKEA

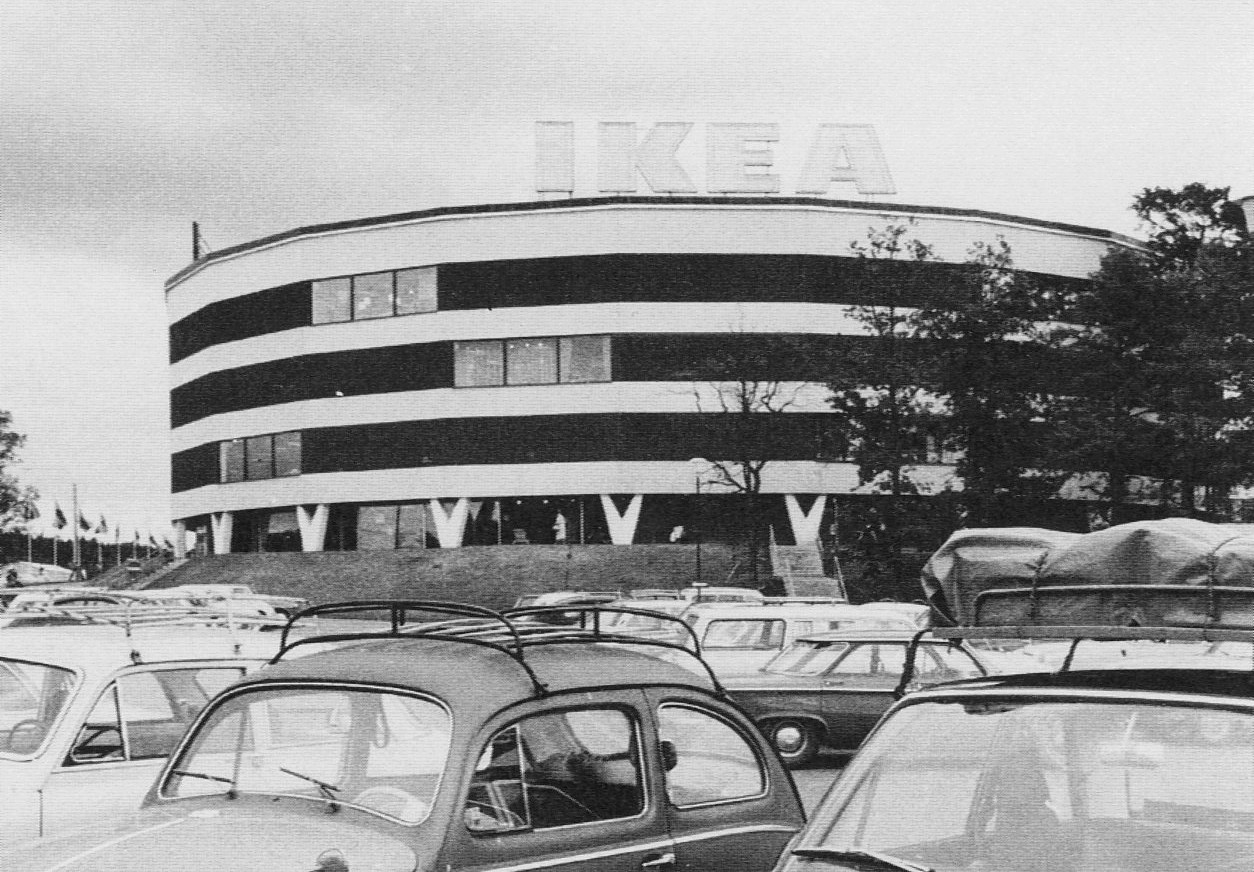
IKEA-filiaal in Huddinge in 1965

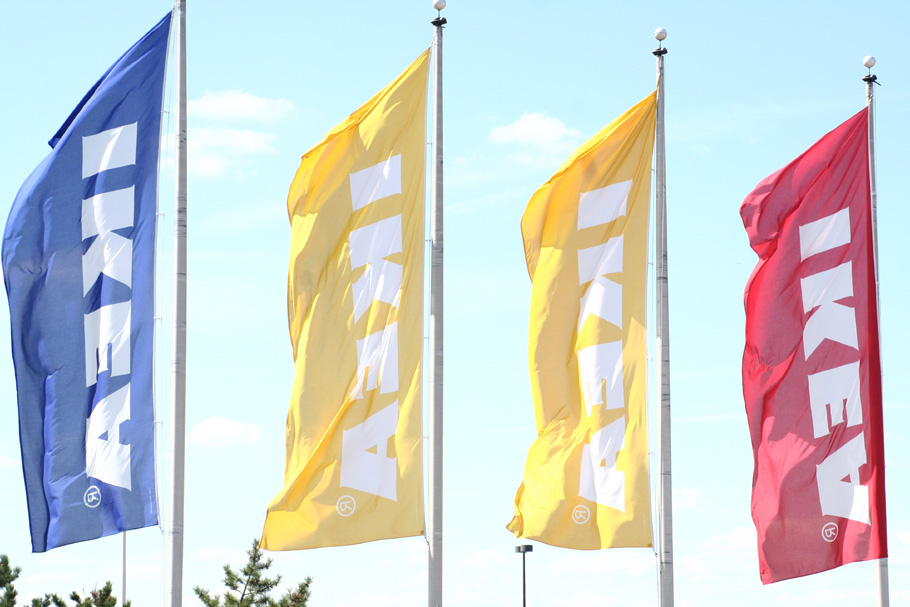
Vlaggen met het IKEA-logo

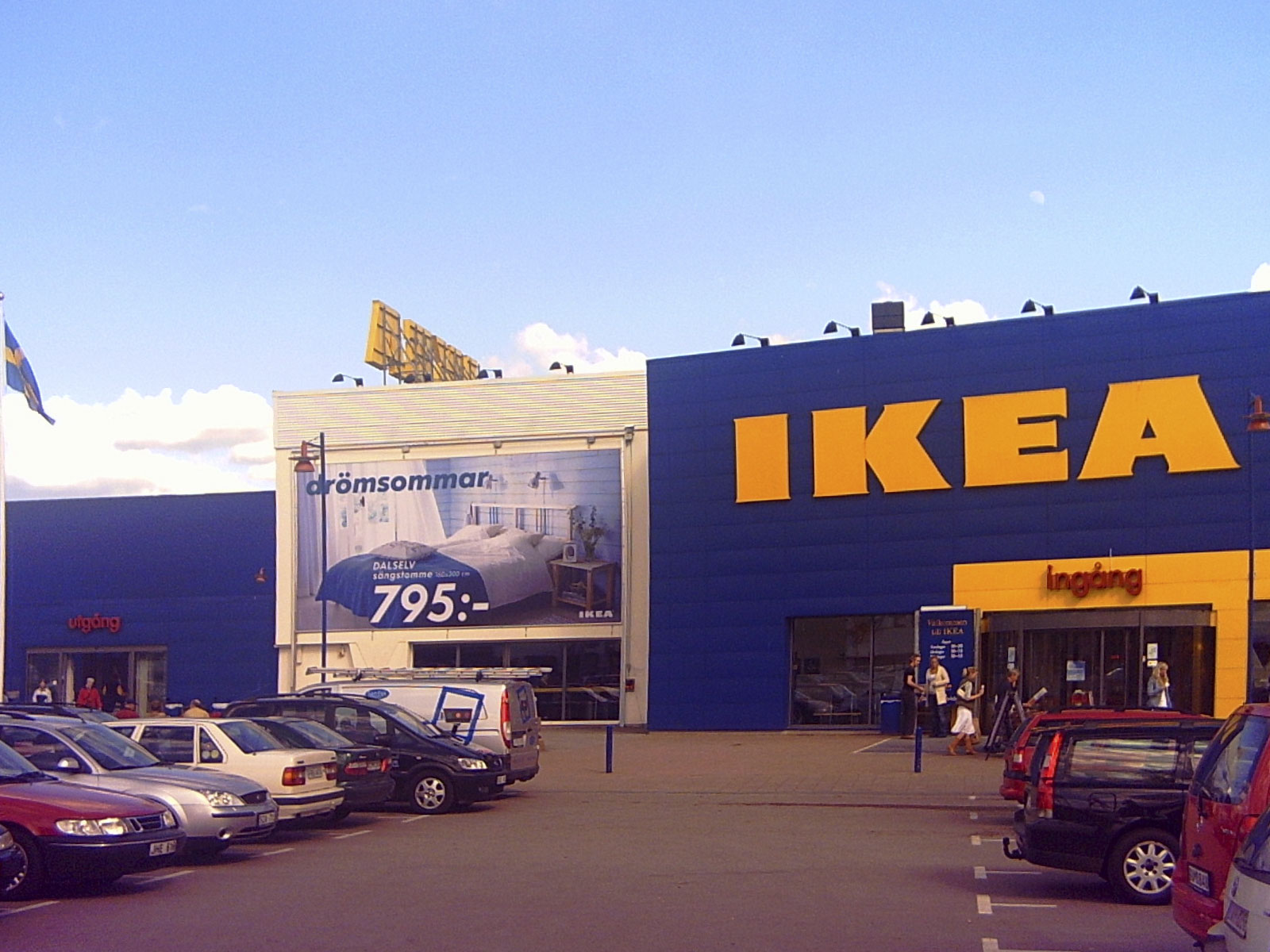
Het IKEA-filiaal in Älmhult

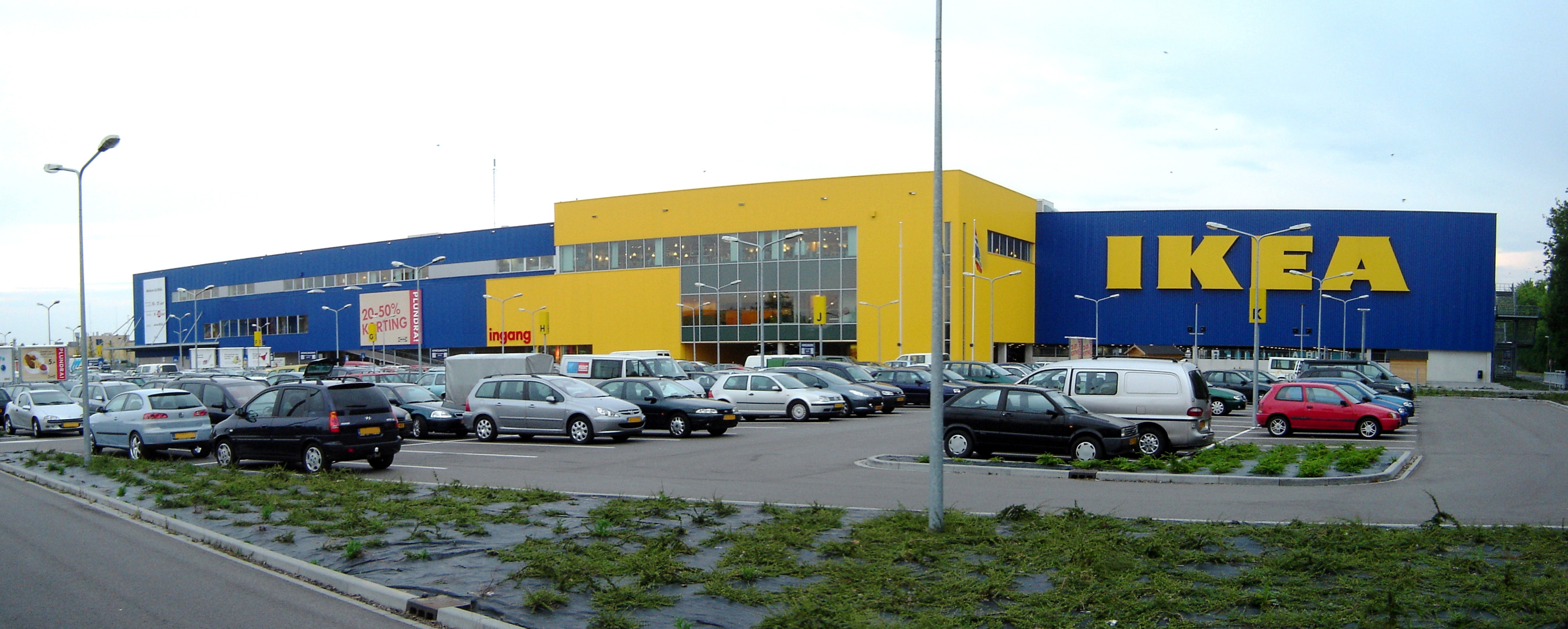
Het IKEA-filiaal in Groningen

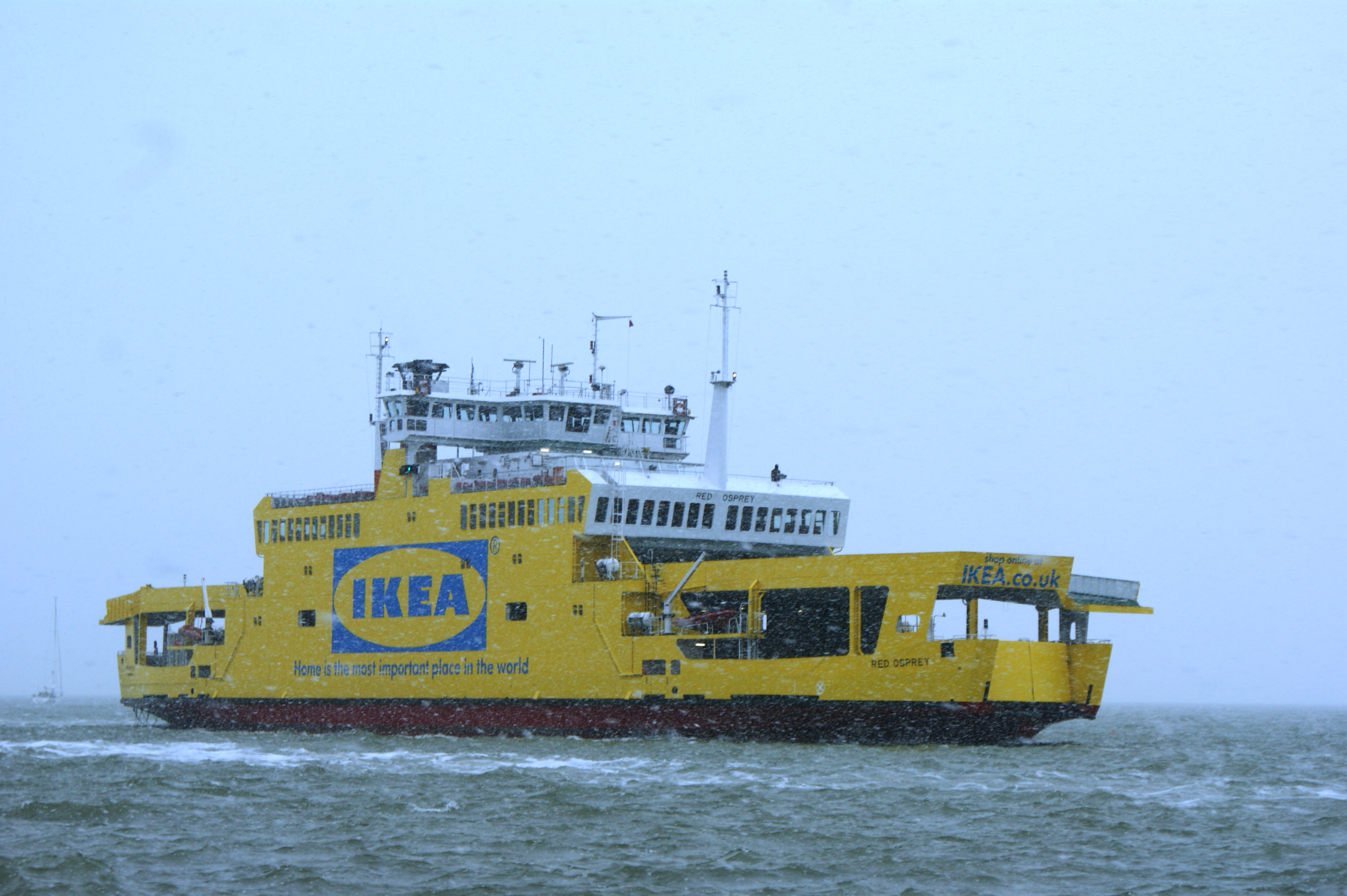
Een Britse veerboot (MV Red Osprey) in de IKEA-kleuren

IKEA is een concern van Zweedse oorsprong, met haar hoofdkantoor in Nederland en vestigingen over de hele wereld. Het bedrijf richt zich op het aanbieden van meubelen en woonartikelen die, meestal door de koper zelf, in elkaar gezet moeten worden.
Het concept bestaat uit het aanbieden in een keten van zelfbedieningswarenhuizen van artikelen die qua prijs behoren tot het lagere marktsegment. Nadat er maatschappelijke kritiek kwam, stelde IKEA aan haar leveranciers uit lagelonenlanden meer eisen op sociaal gebied. De firma wil bijvoorbeeld geen producten meer in haar assortiment die mede tot stand komen door kinderarbeid. Ze stelt met haar leveranciers plannen op om op gebied van het welzijn van de werknemers, en aangaande de belasting van het milieu, stapsgewijs tot verbetering te komen.
Er zijn 456 vestigingen in 54 landen (29 juli 2021). Vrijwel alle vestigingen zijn franchises, IKEA Delft is de enige uitzondering hiervan: deze is eigendom van Inter IKEA Systems.

## Geschiedenis
Het bedrijf is in 1943 opgericht door de Zweed Ingvar Kamprad. Hij was op dat moment 17 jaar oud, en had wat geld gespaard door kleinschalige verkoop van producten aan boeren in de buurt. Hij begon een bedrijfje met geld dat hij als eindexamencadeau kreeg van zijn vader. Als naam koos hij IKEA, een samenstelling van zijn initialen (I.K.) en de eerste letters van Elmtaryd en Agunnaryd, respectievelijk de boerderij en het dorp waar hij opgroeide.
Aanvankelijk verkocht Kamprad allerlei goederen tegen een lage prijs. Het bedrijf groeide, en in 1947 begon IKEA meubels te verkopen, die in de buurt van Agunnaryd werden gemaakt. In 1951 schakelde het bedrijf geheel op meubelverkoop over. Ook verscheen toen de eerste catalogus. In 1953 werd de eerste toonzaal geopend in de plaats Älmhult in het zuiden van Zweden, en een paar jaar later werd besloten om de klanten zelf hun meubels in elkaar te laten zetten. In 1973 werd in Zürich de eerste vestiging buiten Scandinavië geopend. Het grootste filiaal is sinds 2021 het filiaal in Manilla.
Oprichter Kamprad is 27 januari 2018 op 91-jarige leeftijd overleden. Hij stond al niet meer aan het hoofd van het bedrijf, maar had nog wel een raadgevende functie binnen de Stichting INGKA Foundation.

### Nederland
Op 30 november 1978 opende in Sliedrecht het eerste IKEA-woonwarenhuis van Nederland.
In 1982 werd in Amsterdam aan de Stadhouderskade nabij de Albert Cuyp een zogenaamde cataloguswinkel geopend. Men kon er alleen kleine artikelen kopen; grotere artikelen konden worden afgehaald bij het magazijn aan de Cruquiusweg. Daarna volgde een nieuwe 'echte' vestiging in Duiven. In 1985 kon IKEA van Amsterdam verhuizen naar het nieuwe bedrijventerrein Bullewijk in Amsterdam-Zuidoost. In 1992 openden de vestigingen in Delft en in Son, bij Eindhoven. Na 1994 kwamen Heerlen (1994), Utrecht (1996) en Groningen (1997, voorafgegaan door de vestiging van een cataloguswinkel).
Na de eeuwwisseling werd de vestiging in Barendrecht (2001) geopend. In datzelfde jaar werd in Oosterhout een distributiecentrum geopend, dat samen met het centrum in Genk alle vestigingen in Nederland en België bevoorraadt.
In 2002 volgde Hengelo, terwijl de vestiging in Amsterdam een verbouwing onderging. In 2003 kwam vestiging Breda erbij en werd ook de vestiging in Utrecht verbouwd. In februari 2005 werd een vestiging in Haarlem geopend. In Groningen was na Sliedrecht tot nu toe het kleinste filiaal gevestigd. In de zomer van 2005 opende hier een nieuwe winkel, de op een na grootste van het land. Naast de winkel bevindt zich onder de Groningse vestiging het landelijke klantenservicecentrum, Customer Support Center, met de telefonische informatielijn, de landelijke klachtenafhandeling, webcare en nog enkele andere ondersteunende serviceafdelingen.
Tussen 2006 en 2008 werd het Delftse filiaal omgebouwd tot het IKEA Concept Center, waar franchisenemers worden opgeleid.
Op 30 juni 2006 sloot de vestiging in Sliedrecht. De vestiging was, met 14.600 m², te klein geworden om het volledige winkelconcept uit te kunnen dragen. Op 23 augustus 2006 werd de nieuwe vestiging in Amersfoort geopend met het grootste IKEA-restaurant van Nederland. In Zwolle zou in 2009 worden begonnen met bouwen, maar door diverse juridische procedures werd dat pas voorjaar 2014. Op 18 februari 2015 werd deze vestiging geopend. In 2010 breidde IKEA Barendrecht uit en werd meer dan 10 000 vierkante meter groter. Het bedrijf is ook van zins zich in Zaandam te vestigen; in maart 2013 tekende het daartoe een intentieovereenkomst. Deze plannen zijn later afgeketst.

### België
In 1984 opende IKEA zijn eerste vestigingen in België in Zaventem en Ternat (waar nu het winkelcentrum "The Leaf Shopping" zich bevindt). Daarna volgden Hognoul (1985, bij Luik), Wilrijk (1985, bij Antwerpen), Arlon-Sterpenich (2005, deze vestiging bedient vooral het Groothertogdom Luxemburg), Anderlecht (Brussel) (2005), Gent (2008), Hasselt (3 februari 2016), Bergen (10 februari 2016) .
De vestiging van Zaventem verhuisde in 2002 naar een nieuw gebouw op het industrieterrein, op enkele honderden meters van de vorige vestiging. In deze vestiging vindt men ook het Service Office en Customer Service Centre van IKEA BE. De opening van IKEA Gent viel samen met de sluiting van de vestiging in Ternat. In 2011 breidden Hognoul en Anderlecht hun vestiging uit, en ging de vestiging in Wilrijk naar een nieuw gebouw, dat net naast het oude gebouw werd gebouwd. Daarvoor moest een deel van het oude gebouw gesloopt worden. In Genk heeft IKEA een groot distributiecentrum van ca. 100.000 m² van waaruit de winkels in België en Nederland bevoorraad worden.

## Concept

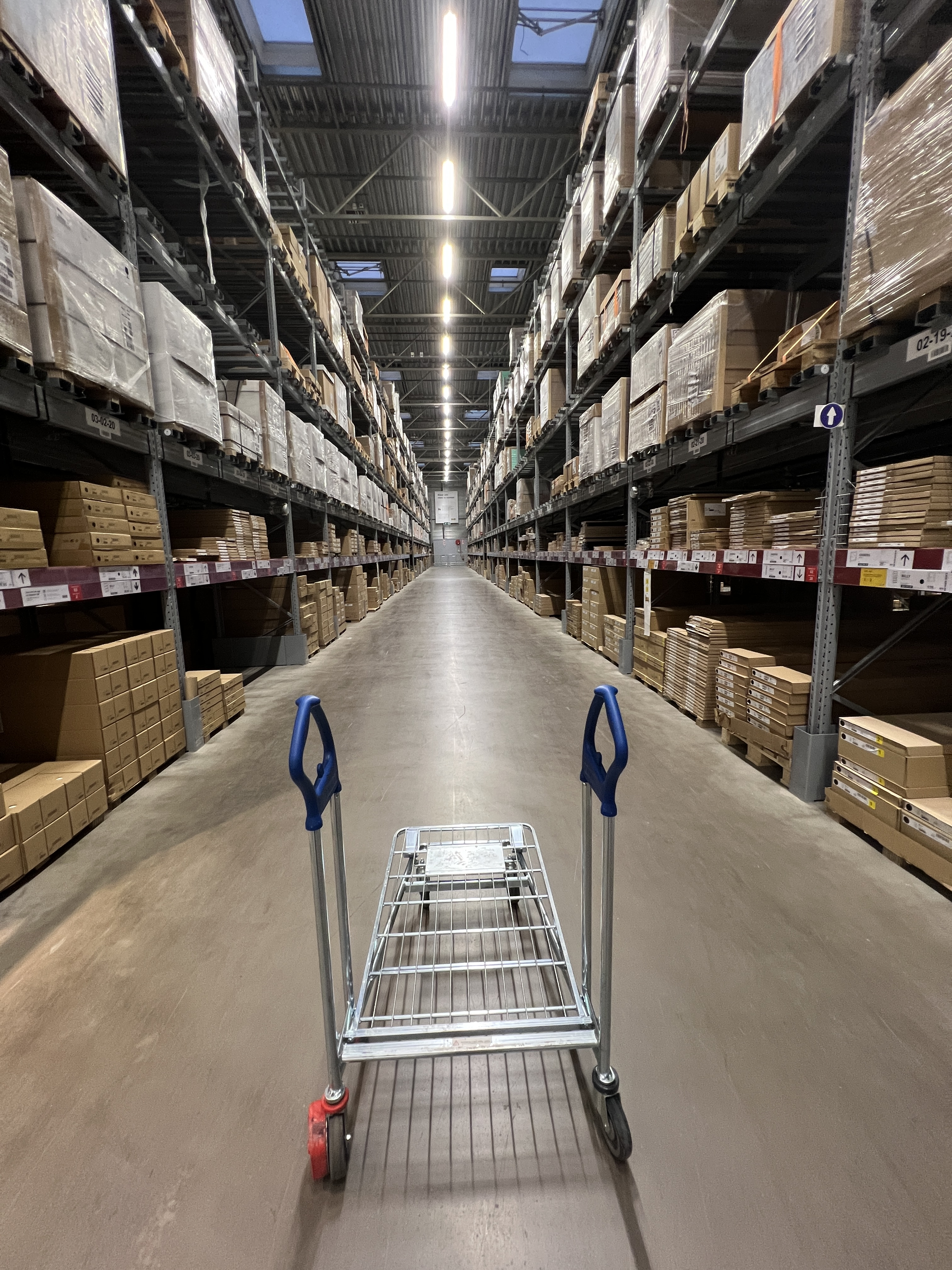
Het zelfbedieningsmagazijn van een IKEA

In elke winkel van het concern staat, vaak bij zowel de personeels- als de klanteningang, het uitgangspunt van het bedrijf groot op een muur geschreven: Het aanbieden van een zo breed mogelijk assortiment functionele woonartikelen van een goede vormgeving, tegen zulke lage prijzen dat zo veel mogelijk mensen in staat zijn deze artikelen te kopen.
Een onderdeel van het IKEA-concept is mechanische verkoop; dit houdt in dat er meestal geen verkoper is om een klant aan een gewenst artikel te helpen. Op het prijskaartje dat aan een te bezichtigen artikel hangt kan een klant zien waar hij het artikel op kan halen, een bepaalde afdeling, het zelfbedieningsmagazijn of een verkoopbalie. Soms wordt een artikel na afrekenen klaargezet bij een afhaalbalie of extern magazijn.

## Vestigingen
Het eerste filiaal werd in 1958 in de Zweedse plaats Älmhult geopend. De eerste showroom was toen al vijf jaar op diezelfde locatie open. In 1963 opende IKEA in Noorwegen en in 1969 in Denemarken. In 1973 werd in Zürich de eerste niet-Scandinavische vestiging geopend. Duitsland en Japan volgden een jaar later. Daarna deed IKEA in een rap tempo zijn intrede in Hongkong, Australië, Canada, Oostenrijk, Singapore en Nederland.
De meeste filialen bevinden zich in Duitsland (46 winkels), gevolgd door de Verenigde Staten met 38 winkels. Anno april 2016 heeft IKEA 328 winkels verspreid over 28 landen.
De vijf grootste filialen, qua winkeloppervlak bevinden zich in:
1. Gwangmyeong, Gyeonggi, Zuid-Korea: 59.000 m²
2. Stockholm Kungens Kurva, Zweden: 55.200 m²
3. Shanghai Baoshan, China: 55.032 m²
4. Shanghai Pudong Beicai, China: 49.400 m²
5. Wuxi, China: 49.117 m²

De vestiging in Delft is het internationale opleidingscentrum voor franchisenemers. Deze vestiging is eigendom van Inter IKEA Systems B.V. en niet van IKEA Nederland BV. Daarom verschilt deze op een aantal punten van de andere Nederlandse vestigingen. De vestiging in Delft is tussen 2006 en 2008 vergroot en verbouwd. Het pand heet nu het IKEA Concept Center en de winkel heeft de naam The IKEA Store, voluit The IKEA Store in the IKEA Concept Center (voorheen Pilot Store). Het opleidingscentrum heet The College, voluit The College in the IKEA Concept Center.

### Wereld
| Land                         | Jaar | Eerste filiaal             | Aantal filialen | Bijzonderheden |
| ---------------------------- | ---- | -------------------------- | --------------- | --- |
| Zweden                       | 1958 | Älmhult                    | 20              | In Stockholm staat de op een na grootste vestiging, met 55.200 m² vloeroppervlak. |
| Noorwegen                    | 1963 | Oslo – Slependen           | 7               | Eerste IKEA buiten Zweden. |
| Denemarken                   | 1969 | Kopenhagen – Ballerup      | 5               | Het filiaal Ballerup werd in 1979 verplaatst naar Høje-Taastrup. Andere winkels: Gentofte, Aarhus, Odense en Aalborg. |
| Zwitserland                  | 1973 | Zürich – Spreitenbach      | 9               | Eerste IKEA buiten Scandinavië. |
| Duitsland                    | 1974 | München – Eching           | 53              | Duitsland is IKEA's grootste afzetmarkt en heeft de meeste filialen. |
| Japan                        | 1974 | Kobe                       | 9               | IKEA trok zich in 1986 terug van de Japanse markt omdat de verkoopcijfers tegenvielen. Sinds 2006 is het bedrijf terug, ditmaal in een samenwerking met de Mitsubishi Corporation. |
| Australië                    | 1975 | Sydney – Artarmon          | 10              | Het filiaal in Sydney werd in 2005-2006 verplaatst naar Rhodes. |
| Hongkong                     | 1975 | Kowloon – Tsim Sha Tsui    | 4               | De eerste winkel is gesloten. |
| Canada                       | 1976 | Vancouver – Richmond       | 13              | In 2012 waren er twaalf winkels in vijf provincies. In 2017 opende een winkel in Dartmouth, Nova Scotia. |
| Oostenrijk                   | 1977 | Wenen – Vösendorf          | 7               | In november 2009 opende in Klagenfurt een nieuw filiaal. |
| Singapore                    | 1978 | Singapore – Bukit Timah    | 2               | De eerste winkel werd in 1984 verplaatst naar Katong en in 1995 naar Queenstown. |
| Nederland                    | 1978 | Sliedrecht                 | 13              | In 2006 werd het filiaal van IKEA in Sliedrecht gesloten. |
| Spanje                       | 1980 | Gran Canaria – Las Palmas  | 20              | Er zijn 16 winkels op het vasteland van Spanje en 4 winkels op de Canarische Eilanden en de Balearen. |
| IJsland                      | 1981 | Reykjavik                  | 1               | De vestiging in Reykjavik, die vanaf 1994 in gebruik was geweest, werd in 2006 vervangen door een winkel in Garðabær. |
| Frankrijk                    | 1981 | Parijs – Bobigny           | 33              | |
| Saoedi-Arabië                | 1983 | Djedda                     | 4               | Winkels in Riyad, Djedda en Dhahraan. |
| Koeweit                      | 1984 | Koeweit                    | 1               | Geopend in 1984 in het industriële district van Shuwaikh. |
| België                       | 1984 | Zaventem – Ternat          | 8               | De winkel in Ternat werd in 2008 gesloten. |
| Verenigde Staten             | 1985 | Plymouth Meeting           | 45              | |
| Verenigd Koninkrijk          | 1987 | Warrington – Cheshire      | 20              | |
| Italië                       | 1989 | Milaan – Cinisello Balsamo | 21              | De laatste geopend in Cagliari in 2016. De grootste winkel bevindt zich in Carugate, Milaan, uitbreiding tot 38.000 m². |
| Hongarije                    | 1990 | Boedapest                  | 3               | Er zijn drie winkels in Hongarije: twee in de hoofdstad Boedapest en één in Budaörs. |
| Polen                        | 1991 | Warschau – Janki           | 11              | |
| Tsjechië                     | 1991 | Praag – Budějovická        | 4               | |
| Verenigde Arabische Emiraten | 1991 | Dubai                      | 2               | De winkels in de VAE zijn gevestigd in Dubai en Abu Dhabi. |
| Slowakije                    | 1992 | Bratislava                 | 1               | Originele winkel werd gesloten bij de opening van een nieuwe winkel in het Avion Shopping Park. |
| Taiwan                       | 1994 | Taipei                     | 7               | De eerste winkel werd in 1994 in Taipei geopend, maar is in 2002 gesloten. |
| Finland                      | 1996 | Espoo                      | 5               | Nieuwe winkel in Vantaa in 2003, in Raisio in 2008 en in Tampere in 2010. De winkel in Tampere is de grootste IKEA in Finland. In 2011 is een nieuwe winkel geopend in Kuopio. |
| Maleisië                     | 1996 | Bandar Utama               | 3               | De IKEA-winkel in Mutiara Damansara was bij opening met een oppervlakte van ongeveer 27.000 m² de grootste in Azië. |
| China                        | 1998 | Peking                     | 24              | |
| Rusland                      | 2000 | Moskou – Chimki            | 14              | De IKEA-winkels in Rusland zijn in verband met MEGA-winkelcentra ontwikkeld door IKEA. In maart 2022 besloot IKEA alle activiteiten in Rusland op te schorten na de Russische invasie van Oekraïne. |
| Israël                       | 2001 | Netanya                    | 4               | De tweede vestiging werd op 9 maart 2010 geopend in Rishon LeZion, vlak bij Tel Aviv. De vestiging heeft een vloeroppervlakte van 38.000 m². |
| Griekenland                  | 2001 | Thessaloniki               | 5               | De eerste winkel werd op 24 oktober 2001 geopend in Thessaloniki, de tweede winkel op 23 april 2004 in Athene (Airport Retail Park). |
| Portugal                     | 2004 | Lissabon – Alfragide       | 5               | Tweede winkel opende op 31 juli 2007 in Matosinhos, 36.000 m². |
| Turkije                      | 2005 | Istanboel                  | 6               | Er zijn twee winkels in Istanbul (Bayrampaşa en Ümraniye), één winkel in İzmir (Bornova), één winkel in Bursa (Osmangazi) en één winkel in Ankara (Mamak). |
| Roemenië                     | 2007 | Boekarest – Băneasa        | 3               | 26.000 vierkante meter winkel geopend op 21 maart 2007 in het winkelcentrum Feeria van Băneasa. |
| Cyprus                       | 2007 | Nicosia – Strovolos        | 1               | 22.000 vierkante meter winkel geopend in september 2007. |
| Ierland                      | 2009 | Dublin – Ballymun          | 1               | De eerste IKEA-winkel in de Republiek Ierland is op 27 juli 2009 geopend. |
| Dominicaanse Republiek       | 2009 | Santo Domingo              | 4               | Eerste winkel in Centraal-Amerika. |
| Bulgarije                    | 2011 | Sofia                      | 2               | |
| Thailand                     | 2011 | Bangkok                    | 2               | De eerste IKEA in Thailand heeft zijn deuren geopend op 3 november 2011, in Bang Phli, Samut Prakan. |
| Macau                        | 2012 | Macau                      | 1               | |
| Litouwen                     | 2013 | Vilnius                    | 3               | Tweede winkel geopend in Klaipėda. |
| Egypte                       | 2013 | Cairo                      | 1               | Eerste winkel van het Afrikaanse continent. |
| Qatar                        | 2013 | Doha                       | 1               | De eerste IKEA in Qatar heeft zijn deur geopend op 11 maart 2013. |
| Jordanië                     | 2014 | Amman                      | 1               | De eerste IKEA in Jordanië heeft zijn deuren geopend op 6 maart 2014. |
| Indonesië                    | 2014 | Tangerang nabij Jakarta    | 6               | IKEA heeft op 15 oktober 2014 de Indonesische markt betreden met een winkel bij Alam Sutera, Tangerang, gelegen in de westelijke buitenwijken van Jakarta. |
| Kroatië                      | 2014 | Zagreb                     | 1               | De eerste IKEA in Kroatië heeft zijn deuren geopend op 21 augustus 2014. Met een totale oppervlakte van 38.000 m² is het een van de vijf grootste IKEA-winkels in Europa en een van tien grootste ter wereld. |
| Zuid-Korea                   | 2014 | Seoel                      | 2               | Met 59.000 m² de grootste IKEA ter wereld. |
| Marokko                      | 2016 | Casablanca                 | 1               | IKEA opende een Marokkaanse vestiging in samenwerking met Al-Homaizi uit Koeweit. |
| Servië                       | 2017 | Belgrado                   | 1               | De eerste IKEA-winkel in Servië werd geopend op 10 augustus 2017. |
| India                        | 2018 | Hyderabad                  | 1               | IKEA begon op 11 augustus 2016 met de bouw van haar eerste winkel in India. Die werd geopend op 9 augustus 2018. IKEA is van plan 25 winkels te openen en investeert zo'n 15.500 crore (US$ 2 miljard) in 15 tot 20 jaar. |
| Letland                      | 2018 | Riga                       | 1               | Na een aantal onderzoeken naar de geschiktere Baltische staten om de volgende IKEA-winkel na Litouwen te openen, werd echter aangekondigd dat de volgende IKEA-winkel in Riga, Letland in plaats van Estland vanwege de kleine marktomvang in Estland, ondanks het plan van IKEA om IKEA-winkels uit te breiden naar alle drie de Baltische staten, waaronder Estland, binnen 2019. Het gebouw werd voltooid in de zomer van 2018 en de winkel werd geopend op 30 augustus 2018. |
| Bahrein                      | 2018 | Salmbad                    | 1               | IKEA heeft de bouw van zijn eerste winkel in Bahrein voltooid, die 125 miljoen dollar kost en werd op 5 september 2018 voor het publiek geopend. |
| Mexico                       | 2021 | Mexico-Stad                | 2               | Online verkoop is gestart in 2020 voor de omgeving van Mexico-Stad. Het eerste filiaal opende in april 2021. |
| Chili                        | 2022 | Las Condes                 | 1               | |

### Nederland
Hieronder een overzicht van de Nederlandse IKEA-vestigingen:

| Locatie                 | Oppervlakte in m² | Jaar van opening         | Opmerkingen |
| ----------------------- | ----------------- | ------------------------ | --- |
| Amersfoort              | 31 000            | 2006                     | |
| Amsterdam               | 37 700            | 1982                     | Het IKEA Service Office is verhuisd naar de Paasheuvelweg en de ruimte die vrijkwam werd bij de winkel getrokken.                                                                                                |
| Barendrecht (Rotterdam) | 38 000            | 2001                     | Voor de uitbreiding in 2009, 27.900 m². Is ook bekend onder de naam IKEA Barendrecht (Rotterdam) in zowel landelijke als internationale communicatie.                                                            |
| Breda                   | 35 000            | 2003                     | In 2017 werd de vesting met 3.000 m² uitgebreid |
| Delft                   | 39 000            | 1992                     | Concept Center. Oppervlakte exclusief kantoren. In de periode 2006-2008 werd de oppervlakte met bijna de helft vergroot.                                                                                         |
| Duiven                  | 39 000            | 1983                     | Oorspronkelijk 9.000 m². In 1999 werd de vestiging uitgebreid naar 18.000 m². In 2012 heeft de laatste uitbreiding plaatsgevonden.                                                                               |
| Son (Eindhoven)         | 38 000            | 1992                     | Is bekend onder de naam IKEA Eindhoven, gelegen op bedrijventerrein Ekkersrijt, in 1999 uitgebreid naar 20.000 m². Is later van 20.000 m² tot 38000 m² vergroot.                                                 |
| Groningen               | 41 000            | 1997 (nieuwbouw in 2005) | In 2009 werd deze vestiging wederom uitgebreid, dit keer met 12.500 m², waarmee dit het op een na grootste filiaal van Europa was.                                                                               |
| Haarlem                 | 32 300            | 2005                     | In 2012 is het magazijn uitgebreid met 3.000 m². |
| Heerlen                 | 38 000            | 1994                     | Werd in de periode 2013-2015 uitbreid van 20.000 m² naar 38.000 m². |
| Hengelo                 | 30 000            | 2002                     | Tot 2013, 26.500 m². |
| Leeuwarden              | 650               | 2024                     | Leeuwarden krijgt een IKEA, maar wel de kleinste vestiging van het land, 650 m². |
| Leiderdorp              |                   | uitgesteld               | Mei 2018: De verantwoordelijk wethouder heeft aan de gemeenteraad meegedeeld dat IKEA voorlopig geen bouwplan indient. Bouwgrond op terrein Bospoort door de gemeente aan IKEA overgedragen op 21 december 2017. |
| Utrecht                 | 40 000            | 1996                     | Werd in periode 2013-2015 uitgebreid van 17.500 m² naar 40.000 m². |
| Zwolle                  | 29 700            | 2015                     | Op bedrijventerrein Hessenpoort. |

## IKEA-catalogus

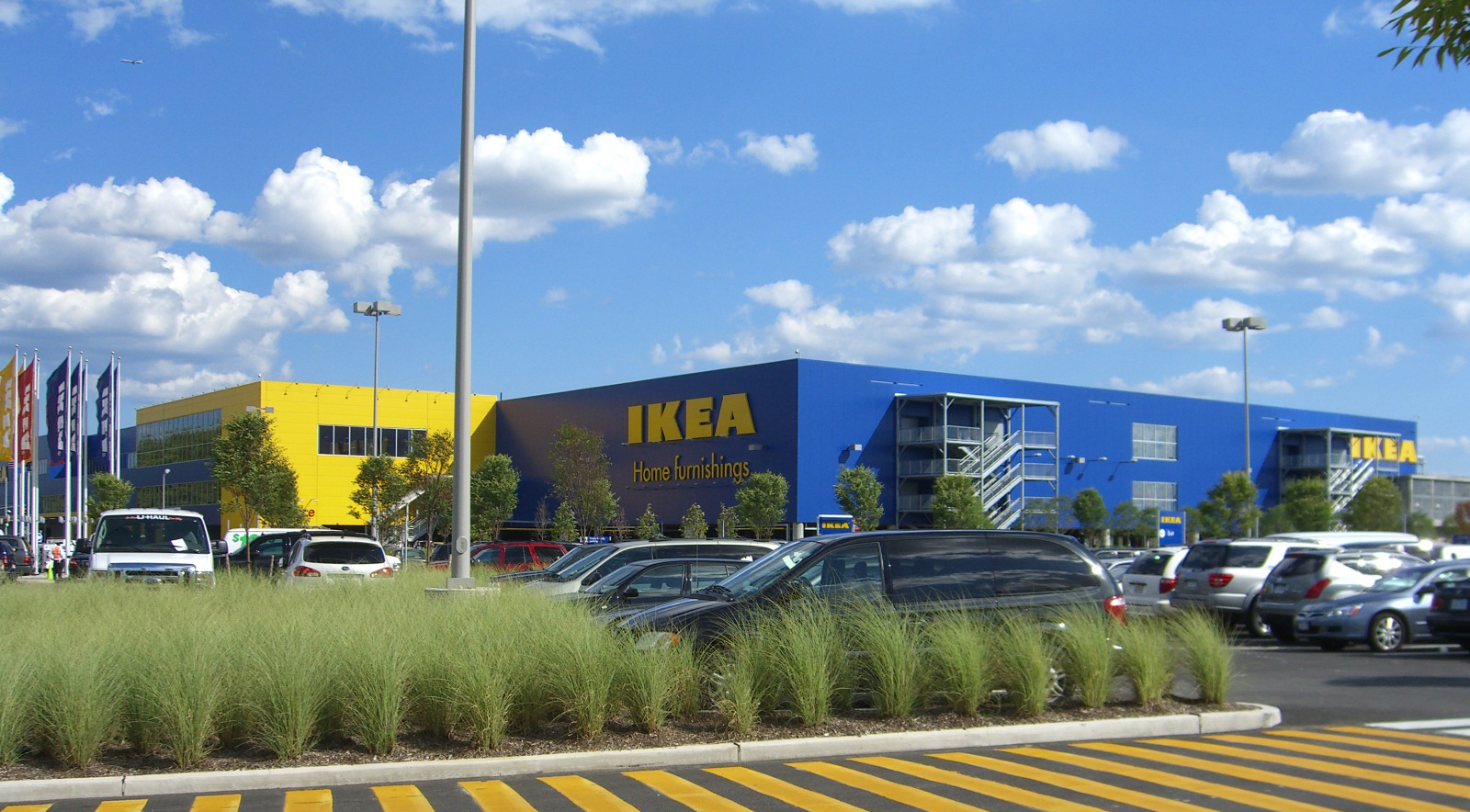
Het IKEA-filiaal in Red Hook, Brooklyn

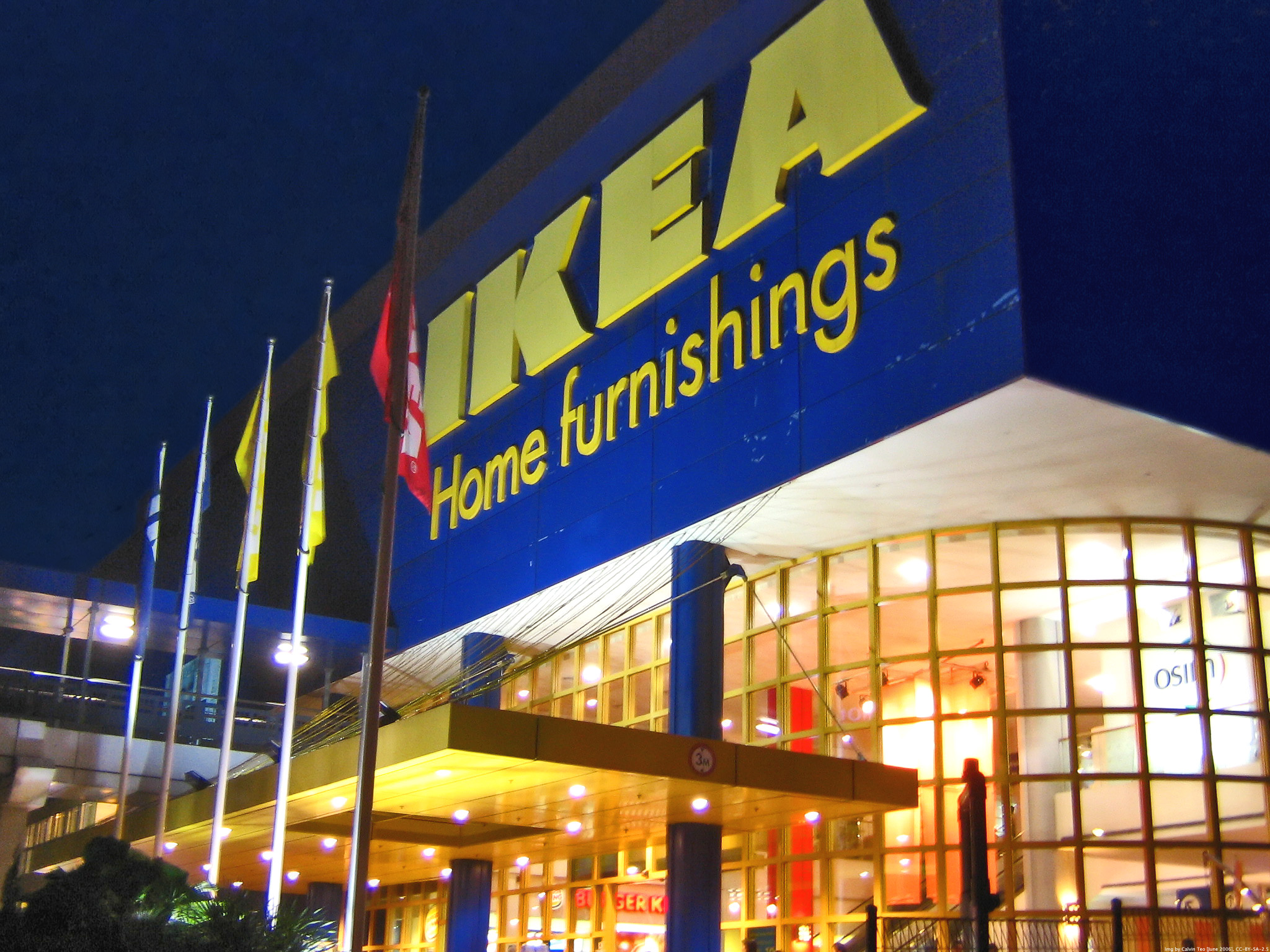
Het IKEA-filiaal in Singapore

De IKEA-catalogus verscheen in 2006 in een wereldwijde oplage van 175 miljoen stuks. In 2011 bedroeg dit 198 miljoen exemplaren. De catalogus werd verspreid in 34 landen, in 61 edities en was beschikbaar in 29 talen. Er waren kleine regionale verschillen, zo zijn de catalogi van islamitische landen niet voorzien van barmeubels. In Nederland werden 6,1 miljoen catalogi verspreid. Sinds 2019 is de catalogus in Nederland online te bekijken, en worden er geen nieuwe catalogi naar huisadressen gestuurd met het oog op duurzaamheid.

## Bedrijfsstructuur
Juridisch staan bij het wereldwijde IKEA twee Nederlandse besloten vennootschappen en een Nederlandse stichting centraal.
- Inter IKEA Systems B.V. uit Delft bezit het IKEA-concept en -handelsmerk. Deze B.V. is een deel van het bedrijf Inter IKEA Holding S.A., geregistreerd in Luxemburg, dat op zijn beurt deel uitmaakt van Inter IKEA Holding N.V. geregistreerd op Curaçao. Wie de eigenaars zijn achter deze holdings is niet openbaar, maar aangenomen wordt dat de familie Kamprad een belangrijke rol speelt.[21]
- Grootste franchisenemer van het eerder genoemde Inter IKEA Systems B.V. is INGKA Holding B.V. uit Leiden, eigenaar van 378 vestigingen in 32 landen (juli 2021). Inter IKEA Group en Ingka Group hebben een gedeelde geschiedenis maar zijn twee verschillende groepen van bedrijven met een eigen organisatiestructuur en verschillende eigenaren.[22] Eigenaar van INGKA Holding B.V. is de Stichting INGKA Foundation, in Amsterdam.

## Kritiek
- In november 2009 werd IKEA, samen met Abercrombie & Fitch, Gymboree, Hanes, Kohl's, LL Bean, Pier 1, Propper International en Walmart, toegevoegd aan de 2010 Sweatshop Hall of Shame door de arbeidersbeweging International Labour Rights Forum.[23]
- In 2011 kreeg IKEA en zijn Swedwood-afdeling kritiek te verduren voor hun behandeling van arbeiders in een fabriek in Danville, Virginia.[24]
- In 2012 werd IKEA in Frankrijk door het onafhankelijk weekblad Le Canard enchaîné ervan beschuldigd zijn werknemers en klanten te bespioneren door op illegale wijze politiearchieven te gebruiken. IKEA zou dit doen om antiglobalisten en mogelijk ecoterroristen te vinden.[25][26]
- In oktober 2012 kreeg IKEA kritiek omdat het vrouwen uit de afbeeldingen in de catalogus voor Saoedi-Arabië had weggeretoucheerd.[27]
- Op 29 mei 2012 verscheen er een artikel op de site van One World waarin Ikea werd beschuldigd van het kappen van bossen in het Russische Karelië; "De Zweedse milieuorganisatie Protect the Forest documenteerde hoe IKEA via Swedwood in het noordwesten van Karelië bossen vernielt die twee- tot zeshonderd jaar oud zijn."[28]
- Zomer 2014 werd vastgesteld dat IKEA onder het regime van Nicolae Ceaușescu gelden had betaald aan een bedrijf dat, via de geheime politie, het beleid van deze dictator ondersteunde.[29]

## Varia
- [30] IKEA is een aantal keren slachtoffer van bedreigingen geweest. Eind 2002 werden alle filialen van de Zweedse winkelketen in Nederland ontruimd na bommeldingen en de vondst van verdachte pakketjes. Het bleek te gaan om afpersers. Op 12 maart 2009 werd de winkelketen bedreigd met terreuraanslagen. Op 30 mei 2011 vonden bij enkele filialen, Son (NL), Gent (BE) en Lille (FR), bomexplosies plaats of werden verdachte pakketjes gevonden.
- Een van de uitbreidingspakketten van het computerspel De Sims 2 bevat virtuele kopieën van IKEA-meubels.
- Een IKEA-schaal diende als inspiratiebron voor het nieuwe depot van museum Boijmans Van Beuningen in Rotterdam dat op 5 november 2021 werd geopend.[31]
- De gratis potloodjes die aan klanten ter beschikking worden gesteld, worden vaak meegenomen. Bij de eerste IKEA-vestiging in Zuid-Korea werden zodoende in 2015 in twee maanden tijd voor twee jaar aan potloden ontvreemd.[32]
- Het pand van IKEA Haarlem was voorheen van Sony Music Entertainment B.V. tot de verbouwing naar een IKEA pand. Het magazijn en de kantoren waren er al. Normaalgesproken richt IKEA een compleet nieuw pand vanaf de grond af in. Dit is niet het geval in het Haarlemse filiaal, daarom moet personeel (als enige Nederlandse IKEA) vanaf de personeelsingang, door de winkel, langs het klantenrestaurant lopen om bij het kantoor te komen.

## Externe media
- Officiële website van IKEA Nederland
- Officiële website van IKEA België
- Marcel Maassen, Weg van IKEA (2024) een boek over de 37 jaar die een medewerkster bij een IKEA in Amsterdam Zuid-Oost werkte.